# EMA 2021
EMA 2021 je bila na sporedu 27. februarja 2021 v studiu 1 TV Slovenija. Vodila sta jo Lea Sirk in Nejc Šmit, režiral jo je Niko Karo, urednik je bil Aleksander Radić. Ana Soklič je na njej prvič predstavila pesem »Amen«, s katero bo Slovenijo zastopala v Rotterdamu. Oddaja je bila posvečena tudi njenim pripravam na Emo in Pesem Evrovizije ter 60. obletnici sodelovanja Slovenije oziroma Jugoslavije na tem festivalu.
Za razliko od preteklih let Ema ni služila kot izbor slovenske evrovizijske pesmi, temveč je bila ta izbrana interno in na njej samo predstavljena.

## Izbor pesmi
Tako izvajalka kot pesem sta bili izbrani interno.
RTV Slovenija je 15. maja 2020 v oddaji Pesem Evrovizije: Najboljših 25 potrdila, da bo Slovenijo na Pesmi Evrovizije 2021 zastopala Ana Soklič. Sokličeva je zmagala na Emi 2020, a na evrovizijskem odru ni nastopila, saj je bila Pesem Evrovizije 2020 zaradi epidemije covida-19 odpovedana.
Javno vabilo za sodelovanje na izboru skladbe, ki jo bo v Rotterdamu zapela Sokličeva, je bilo objavljeno 13. julija 2020, nekateri avtorji pa so bili k sodelovanju povabljeni neposredno s strani Sokličeve (oziroma RTV Slovenija). Zbiranje pesmi je trajalo do 30. septembra. Skupno so prejeli 191 prijav.
Izbor pesmi je potekal v dveh krogih. V prvem krogu so prijavljene skladbe ocenjevali Darja Švajger, Vladimir Graić in Ana Soklič. V ožji izbor so se uvrstile tri pesmi, ki jih je Sokličeva v drugem krogu zapela pred drugo strokovno žirijo, ki so jo sestavljali Darja Švajger, Mojca Menart in Matevž Šalehar - Hamo. Ti so izbrali »zmagovalno« pesem.
Izbrana je bila skladba »Amen« avtorjev Ane Soklič (glasba, besedilo), Žige Pirnata (glasba, besedilo, aranžma), Bojana Simončiča (glasba) in Charlieja Masona (besedilo), ki jo je Sokličeva javno premierno izvedla na Emi.

## Spremljevalni program Eme 2021
V spremljevalnem programu so obeležili 60-letnico prvega sodelovanja Jugoslavije oziroma Slovenije na Pesmi Evrovizije (Jugoslavija je debitirala leta 1961 s skladbo Jožeta Privška »Neke davne zvezde«, ki pa jo je zapela srbska pevka Ljiljana Petrović) in 55-letnico prve evrovizijske skladbe v slovenščini (»Brez besed« leta 1966) ter se sprehodili skozi zgodovino jugoslovanskih in slovenskih nastopov na festivalu. V oddajo so se oglasili Klemen Slakonja, številni nekdanji evrovizijski predstavniki: Ditka Haberl (Pepel in kri), Emilija Kokić (Riva), Tajči, Cole Moretti (1× band), zalagasper, Tomaž Mihelič (Sestre), Alenka Gotar, Darja Švajger, Omar Naber, Tinkara Kovač, Rebeka Dremelj, Nuša Derenda, Maja Keuc, Anžej Dežan in Eva Boto, pa tudi izvršni producent Evrovizije 2021 Sietse Bakker.